# Уго Бансер
Уго Бансер Суарес (ісп. Hugo Banzer Suárez; 10 липня 1926 — 5 травня 2002) — диктатор Болівії з 21 серпня 1971 до 21 липня 1978 та президент країни з 6 серпня 1997 до 7 серпня 2001 року.

## Біографія
Народився 10 липня 1926 року в департаменті Санта-Крус. У 1964–1966 роках був міністром освіти, у 1967–1969 роках — військовий аташе у Вашингтоні. У той час у Болівії відбувалось протиборство між правими та лівими офіцерами. 1970 року Бансер допоміг генералу Міранді усунути президента Альфредо Овандо Кандіа; 1971 року Бансер сам прийшов до влади в результаті військового перевороту й заявив, що армія буде управляти країною до 1980 року. Бансер заохочував іноземні інвестиції. Його політика спричиняла повстання, 1974 року відбулось 2 спроби усунення Бансера. 1978 року він провів вибори, на яких перемогу здобув Хуан Переда. Проте фальсифікації були настільки масштабними, що сам Переда зажадав перевиборів. Проте до їх проведення він сам усунув Бансера й заслав його до Аргентини. На батьківщину той зміг повернутись тільки 1979 року. У 1989 та 1993 роках він висував свою кандидатуру на пост президента, але приходив тільки другим. 1997 року йому вдалось виграти вибори, він став 75-м президентом Болівії та правив до 2001 року.
Помер від серцевого нападу після тривалої боротьби з раком печінки й легенів.